# Рольф Рохолль
Рольф Рохолль (нім. Rolf Rocholl; 8 грудня 1918, Берлін — 23 серпня 1943, Ізюм) — німецький офіцер, гауптман вермахту. Кавалер Лицарського хреста Залізного хреста з дубовим листям.

## Біографія
В 1936 році вступив на службу в 5-й танковий полк. У складі 3-ї танкової дивізії брав участь у Польській і Французькій кампаніях. Потім його полк був переданий до складу 5-ї легкої дивізії (з 1 червня 1942 року — 21-ша танкова), яка діяла в Північній Африці. З 28 липня 1942 року — командир 2-ї роти свого полку. Незадовго до катастрофи в Північній Африці евакуйований і в квітні 1943 року призначений командиром 3-го батальйону 569-го гренадерського полку 328-ї піхотної дивізії. Учасник Німецько-радянської війни. Загинув у бою.

## Нагороди
- Медаль «У пам'ять 1 жовтня 1938 року»
- Залізний хрест
  - 2-го класу (16 жовтня 1939)
  - 1-го класу (11 листопада 1940)
- Нагрудний знак «За танкову атаку» в сріблі
- Німецький хрест в золоті (25 березня 1942)
- Лицарський хрест Залізного хреста з дубовим листям
  - лицарський хрест (28 липня 1942)
  - дубове листя (№ 287; 31 серпня 1943)
- Нарукавна стрічка «Африка»